# Jakub Holík
Jakub Holík (* 5. listopadu 1971, Brno) je bývalý český římskokatolický duchovní, v letech 2019–2022 generální vikář plzeňské diecéze.

## Biografie
Narodil se v roce 1971 v Brně, vystudoval gymnázium, Teologický konvikt v Litoměřicích a Papežskou lateránskou univerzitu v Římě. Na kněze byl vysvěcen v roce 1997. Mezi lety 1996 a 1997 absolvoval základní vojenskou službu, v letech 1997–1999 působil jako duchovní ve farnosti Veverská Bitýška a následně nastoupil do armády, kde sloužil jako vojenský kaplan. Nejdříve působil od října 1999 do srpna 2003 jako kaplan vojenských škol ve Vyškově, pak do června 2006 jako kaplan Střední technické školy Ministerstva obrany v Moravské Třebové; od října 2000 do dubna 2001 také na misi SFOR v Bosně a Hercegovině.
Po skončení činnosti v Armádě ČR působil jako duchovní v menších farnostech na Žďársku a od roku 2010 ve farnosti Třebíč-zámek, dále jako spirituál Katolického gymnázia v Třebíči. V červnu 2019 oznámil, že k 1. září 2019 odejde z třebíčské farnosti do plzeňské diecéze na pozici generálního vikáře. Dne 30. dubna 2022 požádal o uvolnění ze služby generálního vikáře a o uvolnění z kněžské služby od 1. května 2022. Jako důvod uvedl delší kněžskou krizi spojenou s navázáním partnerského vztahu.
Je fanouškem hokeje i fotbalu, fandí HC Kometa Brno.